# Athlétisme aux Jeux méditerranéens de 2018
Navigation
Les compétitions d'athlétisme des Jeux méditerranéens de 2018 ont lieu à Tarragone en Espagne, du 27 au 30 juin 2018. Les épreuves se déroulent dans le Stade d’athlétisme de Campclar.
Bien que le Maroc remporte 8 titres individuels (sur un total de 13 médailles), c'est l'Italie, avec 7 titres et 23 médailles, qui domine une compétition beaucoup moins dense que les précédentes et avec seulement 34 titres attribués, 6 de moins qu'il y a 5 ans à Mersin. La France est 3e avec 14 médailles, devant l'Espagne et la Turquie. La prochaine édition est prévue à Oran en 2021.

## Résultats

### Hommes
| 100 mètres - 0,6 m/s | Jak Ali Harvey 10 s 10 (GR)                                                      | Emre Zafer Barnes 10 s 32                                                         | Federico Cattaneo 10 s 37                                                                  |
| 200 mètres | Ramil Guliyev 20 s 15 (GR)                                                       | Eseosa Desalu 20 s 77                                                             | Méba-Mickaël Zézé 20 s 78                                                                  |
| 400 mètres | Davide Re 45 s 26 (GR)                                                           | Lucas Búa 45 s 91                                                                 | Mamoudou Hanne 46 s 35                                                                     |
| 800 mètres | Álvaro de Arriba 1 min 47 s 43                                                   | Mostafa Smaili 1 min 47 s 53                                                      | Abedin Mujezinović 1 min 48 s 07                                                           |
| 1 500 mètres | Brahim Kaazouzi 3 min 37 s 14                                                    | Abdessalem Ayouni 3 min 37 s 35 (PB)                                              | Fouad el-Kaam 3 min 37 s 78                                                                |
| 5 000 mètres | Younès Essalhi 13 min 56 s 12                                                    | Soufiyan Bouqantar 13 min 56 s 28                                                 | Yemaneberhan Crippa 13 min 56 s 53                                                         |
| 110 mètres haies | Lorenzo Perini 13 s 49 (PB)                                                      | Yidiel Contreras 13 s 54                                                          | Konstadínos Douvalídis 13 s 67                                                             |
| 400 mètres haies | Ludvy Vaillant 48 s 76 (GR, PB)                                                  | Yasmani Copello 48 s 76 (=GR)                                                     | Zied Azizi 49 s 13 (NR)                                                                    |
| 3 000 mètres steeple | Soufiane el-Bakkali 8 min 20 s 97                                                | Amor Ben Yahia 8 min 26 s 14                                                      | Yohanes Chiappinelli 8 min 32 s 06                                                         |
| 4 × 100 mètres | Italie Federico Cattaneo Eseosa Desalu Davide Manenti Filippo Tortu 38 s 49 (GR) | Turquie Emre Zafer Barnes Jak Ali Harvey Yiğitcan Hekimoğlu Ramil Guliyev 38 s 50 | Portugal José Pedro Lopes Ancuiam Lopes Diogo Antunes Jorge Rafael 39 s 28                 |
| 4 × 400 mètres | Italie Giuseppe Leonardi Michele Tricca Matteo Galvan Davide Re 3 min 3 s 54     | Espagne Lucas Búa David Jiménez Mark Ujakpor Darwin Echeverry 3 min 4 s 71        | Algérie Abdelmalik Lahoulou Mohamed Belbachir Saber Boukemouche Idriss Laredj 3 min 5 s 28 |
| Semi-marathon | Mohamed Reda el-Aaraby 1 h 4 min 3 s (GR)                                        | Eyob Faniel 1 h 4 min 7 s                                                         | Kaan Kigen Özbilen 1 h 4 min 19 s                                                          |
| Saut en hauteur | Majd Eddine Ghazal 2,28 m                                                        | Konstadínos Baniótis 2,23 m                                                       | Marco Fassinotti 2,23 m                                                                    |
| Saut en longueur | Yahya Berrabah 8,02 m                                                            | Yasser Triki 8,01 m                                                               | Yann Randrianasolo 7,90 m                                                                  |
| Lancer du poids | Hamza Alić 20,43 m                                                               | Stipe Žunić 20,21 m                                                               | Mesud Pezer 19,82 m                                                                        |
| Lancer du disque | Apóstolos Paréllis 62,98 m                                                       | Kristjan Čeh 62,03 m (PB)                                                         | Hannes Kirchler 60,64 m                                                                    |
| Lancer du javelot | Nicolás Quijera 75,13 m                                                          | Roberto Bertolini 74,81 m                                                         | Dejan Mileusnić 71,95 m                                                                    |
| Records et Performances - AR : Record continental (area record) - CR : Record des championnats (championship record) - MR : Record du meeting (meet record) - NR : Record national (national record) - OR : Record olympique (olympic record) - PR : Record paralympique (paralympic record) - PB : Record personnel (personal best) - SB : Meilleure performance personnelle de la saison (season's best) - WL : Meilleure performance mondiale de l'année (world leader) - WJR : Record du monde junior (world junior record) - WR : Record du monde (world record) Circonstances et Conditions - DNF : N'a pas terminé (did not finish) - DNS : N'a pas pris le départ (did not start) - DQ : Disqualification (disqualification) - NM : Aucun essai valable enregistré (No Mark) - Q : Qualifié « directement » au prochain tour (ou à la prochaine compétition), lors d'une compétition majeure, grâce au classement ou à la réalisation des minima (automatic qualifier) - q : Qualifié au prochain tour (ou à la prochaine compétition), lors d'une compétition majeure, grâce au repêchage ou à la réalisation de l'une des meilleures performances parmi celles des « non qualifiés directement » (grâce au meilleur temps ou à la meilleure distance par exemple) (secondary qualifier) |                                                                                  |                                                                                   |                                                                                            |

### Femmes
| 100 mètres | Orlann Ombissa-Dzangue 11 s 29                                                                      | Rafailía Spanoudáki-Hatziríga 11 s 53                                                     | Anna Bongiorni 11 s 53                                                             |
| 200 mètres | Carolle Zahi 23 s 02 (PB)                                                                           | Gloria Hooper 23 s 09 (SB)                                                                | Estela García 23 s 11 (PB)                                                         |
| 400 mètres | Eléni Artymatá 51 s 19 (NR)                                                                         | Libania Grenot 51 s 32 (SB)                                                               | Maria Benedicta Chigbolu 52 s 14 (SB)                                              |
| 800 mètres | Rababe Arafi 2 min 1 s 01                                                                           | Malika Akkaoui 2 min 1 s 50                                                               | Cynthia Anaïs 2 min 2 s 33                                                         |
| 1 500 mètres | Rababe Arafi 4 min 12 s 83                                                                          | Malika Akkaoui 4 min 13 s 31                                                              | Marta Pérez 4 min 15 s 66                                                          |
| 5 000 mètres | Kaoutar Farkoussi 15 min 52 s 33                                                                    | Inês Monteiro 15 min 54 s 78                                                              | Ana Lozano 16 min 0 s 17                                                           |
| 100 mètres haies | Andrea Ivančević 13 s 19                                                                            | Luminosa Bogliolo Elisávet Pesirídou 13 s 30                                              | non décernée                                                                       |
| 400 mètres haies | Yadisleidy Pedroso 55 s 40                                                                          | Ayomide Folorunso 55 s 44                                                                 | Aurélie Chaboudez 56 s 77 (SB)                                                     |
| 3 000 mètres steeple | Luiza Gega 9 min 27 s 73 (GR)                                                                       | Habiba Ghribi 9 min 34 s 62                                                               | Maruša Mišmaš 9 min 35 s 57 (SB)                                                   |
| 4 × 100 mètres | France Orlann Ombissa-Dzangue Jennifer Galais Estelle Raffai Carolle Zahi 43 s 29                   | Espagne Isabel Pérez Paula Sevilla Estela García Cristina Lara 43 s 31 (NR)               | Italie Gloria Hooper Irene Siragusa Anna Bongiorni Johanelis Herrera Abreu 43 s 63 |
| 4 × 400 mètres | Italie Maria Benedicta Chigbolu Ayomide Folorunso Raphaela Lukudo Libania Grenot 3 min 28 s 08 (GR) | France Amandine Brossier Cynthia Anaïs Agnès Raharolahy Elea-Mariama Diarra 3 min 29 s 76 | Espagne Aauri Bokesa Herminia Parra Carmen Sánchez Laura Bueno 3 min 31 s 54       |
| Semi-marathon | Sara Dossena 1 h 13 min 48 s                                                                        | Marta Galimany 1 h 15 min 16 s                                                            | Elena Loyo 1 h 16 min 20 s                                                         |
| Saut en longueur | Ivana Španović 7,04 m (GR)                                                                          | Juliet Itoya 6,83 m (v.f.)                                                                | Fátima Diame 6,68 m (PB)                                                           |
| Triple saut | Yanis David 14,15 m (PB)                                                                            | Ottavia Cestonaro 14,05 m (PB)                                                            | Fátima Diame 13,92 m                                                               |
| Saut à la perche | Ninon Guillon-Romarin 4,46 m                                                                        | Tina Šutej 4,41 m                                                                         | Nikoléta Kiriakopoúlou 4,31 m                                                      |
| Lancer du disque | Sandra Perković 66,46 m (GR)                                                                        | Liliana Cá 60,05 m                                                                        | Hrisoúla Anagnostopoúlou 58,85 m                                                   |
| Lancer du marteau | Alexandra Tavernier 73,67 m (GR)                                                                    | Kıvılcım Kaya 71,07 m                                                                     | Camille Sainte-Luce 68,93 m (PB)                                                   |
| Records et Performances - AR : Record continental (area record) - CR : Record des championnats (championship record) - MR : Record du meeting (meet record) - NR : Record national (national record) - OR : Record olympique (olympic record) - PR : Record paralympique (paralympic record) - PB : Record personnel (personal best) - SB : Meilleure performance personnelle de la saison (season's best) - WL : Meilleure performance mondiale de l'année (world leader) - WJR : Record du monde junior (world junior record) - WR : Record du monde (world record) Circonstances et Conditions - DNF : N'a pas terminé (did not finish) - DNS : N'a pas pris le départ (did not start) - DQ : Disqualification (disqualification) - NM : Aucun essai valable enregistré (No Mark) - Q : Qualifié « directement » au prochain tour (ou à la prochaine compétition), lors d'une compétition majeure, grâce au classement ou à la réalisation des minima (automatic qualifier) - q : Qualifié au prochain tour (ou à la prochaine compétition), lors d'une compétition majeure, grâce au repêchage ou à la réalisation de l'une des meilleures performances parmi celles des « non qualifiés directement » (grâce au meilleur temps ou à la meilleure distance par exemple) (secondary qualifier) | |                                                                                           |                                                                                    |

## Tableau des médailles
Pays organisateur 
| Rang | Nation             | Or | Argent | Bronze | Total |
| ---- | ------------------ | -- | ------ | ------ | ----- |
| 1    | Maroc              | 8  | 4      | 1      | 13    |
| 2    | Italie             | 7  | 8      | 8      | 23    |
| 3    | France             | 7  | 1      | 6      | 14    |
| 4    | Turquie            | 3  | 4      | 1      | 8     |
| 5    | Espagne            | 2  | 7      | 7      | 16    |
| 6    | Croatie            | 2  | 1      | —      | 3     |
| 7    | Chypre             | 2  | —      | —      | 2     |
| 8    | Bosnie-Herzégovine | 1  | —      | 3      | 4     |
| =9   | Serbie             | 1  | —      | —      | 1     |
| =9   | Albanie            | 1  | —      | —      | 1     |
| =9   | Syrie              | 1  | —      | —      | 1     |
| 12   | Grèce              | —  | 3      | 3      | 6     |
| 13   | Tunisie            | —  | 3      | 1      | 4     |
| 14   | Slovénie           | —  | 2      | 1      | 3     |
| =14  | Portugal           | —  | 2      | 1      | 3     |
| 16   | Algérie            | —  | 1      | 1      | 2     |